# Кончаковский, Анатолий Петрович
Анатолий Петрович Кончаковский (род. 22 марта 1935 года, Киев) — музейный работник, исследователь жизни и творчества М. Булгакова, один из основателей и первый директор музея писателя в Киеве (1989—2009). Литератор.

## Биография
В 1955 году закончил Киевский электромеханический техникум авиационной промышленности и трудился на оборонном предприятии города. Служил в армии.
По окончании Киевского Политехнического института получил специальность радиоинженера и до 1989 года работал в Научно-исследовательском институте «Квант» инженером, ведущим инженером, заместителем начальника отдела, руководителем ряда научно-исследовательских работ.
В 1982 году закончил Народный университет культуры.
Принимал активное участие в реставрации дома по Андреевскому спуску № 13 и в создании в нем музея писателя.
В 1989 году Анатолий Кончаковский был назначен директором Литературно-мемориального музея Михаила Булгакова и работал на этом посту до 2007 года.
С 2009 года — ведущий научный сотрудник музея.
С 2008 года — председатель клуба любителей книги при Музее Михаила Булгакова «Суббота у Бегемота».
Публикуется в киевских, московских и санкт-петербургских периодических изданиях.
Имеет правительственные награды и почётные грамоты городского головы Киева.

## Публикации

### Публикации в периодических изданиях
Автор публикаций в разных периодических изданиях, к примеру: «Зеркало недели. Украина» и др.

### Книги
- А. П. Кончаковский, Д. В. Малаков. «Киев Михаила Булгакова» К. 1990;
- А. П. Кончаковский. «Библиотека Михаила Булгакова» К., 1997;
- А. П. Кончаковский. «Афоризмы, крылатые выражения, парадоксы Михаила Булгакова» К., 1999;
- М. А. Грузов, А. П. Кончаковский. «Книжкові знаки киян» К., 2000;
- А. П. Кончаковский. «Легенды Дома Турбиных» (выпуск 1) К., 2002;
- А. П. Кончаковский. «И книги в моем кабинете» К., 2004;
- А. П. Кончаковский. «Легенды Дома Турбиных» (выпуск 2) К., 2003;
- А. П. Кончаковский. «Легенды Дома Турбиных» (выпуск 3) К., 2005;
- А. П. Кончаковский. «Легенды Дома Турбиных» (выпуск 4) К., 2007;
- А. П. Кончаковский. «Бібліотеки киян. Словник власників» К., 2005  (укр.);
- А. П. Кончаковский. «Соломенка моего детства» К., 2012;
- А. П. Кончаковский. «Портреты» К., 2013;
- А. П. Кончаковский. «Аромат старой книги» К., 2013;
- А. П. Кончаковский. «Записки хрантеля Дома Турбиных» К., 2014;
- А. П. Кончаковский.(сост.) "Татьяна Николаевна Кисельгоф (Булгакова). Воспоминания.Письма" К,2016;
- А. П. Кончаковский, В. А. Крюков. «Памятники Киева» К., 2017.